# 国家宁
国家宁（2000年4月26日—）是中国职业冰球运动员，177厘米。效力于大陆冰球联赛（KHL）的昆仑鸿星俱乐部。
在国际上，曾代表中国参加过一届奥运会（2022年北京冬奥会）。他被选入球队，但没有参加任何比赛。球队排在第12位。

## 经历
2017–2018	KRS 少年
2018–2019	KRS 黑龙江
2019–2020	ORG 少年
2019	中国金龙	第二届曲棍球联赛
2021–	昆仑鸿星	KHL